# William West Bond

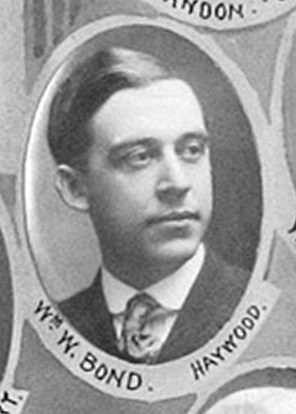
William West Bond

William West Bond (* 8. März 1884 in Brownsville, Tennessee; † 9. Mai 1975 ebenda) war ein US-amerikanischer Politiker. Zwischen 1921 und 1923 war er als Präsident des Staatssenats faktisch Vizegouverneur des Bundesstaates Tennessee, auch wenn dieses Amt formell erst 1951 eingeführt wurde.

## Werdegang
William Bond absolvierte das Bethel College in Tennessee und studierte danach bis 1907 an der Vanderbilt University. Nach einem anschließenden Jurastudium an der Cumberland University und seiner 1910 erfolgten Zulassung als Rechtsanwalt begann er im Haywood County in diesem Beruf zu arbeiten. Gleichzeitig schlug er als Mitglied der Demokratischen Partei eine politische Laufbahn ein. Zwischen 1917 und 1921 saß er als Abgeordneter im Repräsentantenhaus von Tennessee; von 1921 bis 1923 gehörte er dem Staatssenat an, dessen Präsident er damals war. Außerdem war er Freimaurer.
In seiner Eigenschaft als Senatspräsident war Bond Stellvertreter von Gouverneur Alfred A. Taylor. Damit bekleidete er faktisch das Amt eines Vizegouverneurs. Dieser Posten war bzw. ist in den meisten anderen Bundesstaaten verfassungsmäßig verankert; in Tennessee ist das erst seit 1951 der Fall. Nach dem Ende seiner Zugehörigkeit zum Staatssenat im Jahr 1923 ist er politisch nicht mehr in Erscheinung getreten. Er starb am 9. Mai 1975 in seiner Heimatstadt Brownsville.